# Sven-Uno Stensson
Sven-Uno Stensson, född 2 augusti 1938 i Falkenberg, är en svensk tävlingscyklist, på senare år även boulespelare. Till professionen är han ingenjör och cykelkonstruktör.
Stensson inledde sin tävlingsbana 1953 i ”Pojksexdagars”, där han som medlem av Årstads CA placerade sig som tvåa i Halland. 
Amatörcyklisterna var vid denna tid indelade i klasserna Debutant, C, B och A och Stensson hörde redan i debutantklassen till landets tre bästa 1954-1956.
Han började i C-klassen 1957. Som poängmässig etta i Sverige detta år, blev han femma och bäste svensk i JNM (Junior-NM) i Köpenhamn. Fick samma placering i SM och tog andraplatsen i lagtävlingen med ett lag från Årstads CA, där samtliga ännu var juniorer. 
Debuten i B-klassen 1958 blev lyckosam för Stensson, som vann de 5 tävlingar han deltog i. Det ledde till landslaget och deltagande i Berlins 4-dagars. En tuff, internationell A-klasstävling för denne B-klassare och den krävde sin tribut, då han efter en utbrytning under sista dagens 20 mil på Berlins gator träffades av ”hammaren” och slutade på 44:e plats av 120 startande.
1958 blev han A-klassare och kom att tillhöra det så kallade ”Blå stallet” (Monarks team) med ett stipendium som gav regelbundna träningsbidrag under sommaren. Han vann flera tävlingar och placerade sig i SM som 3:a på 18-milsloppet, vilket i sportpressen gav honom namnet ”Årstadskometen”. I sexdagarsloppet detta år var han länge med i täten och stod för ”den största sensationen i loppets historia” enligt Dagens Nyheter, som också lät sin tecknare Rit-Ola avbilda honom. Stensson ledde tävlingen efter tre etapper, men kroknade och hamnade på 10:e plats. ”Bergspriset” i Norra Klevaliden, Huskvarna blev dock hans. 13-dagarsloppet 'Tunisien runt' följande år resulterade i svensk lagseger och en 13:e plats för Stensson. Han avböjde detta år ett proffserbjudande. 
1960 bytte Stensson klubb till CK Wano och började även arbeta på Monarkfabriken i Varberg. Fredsloppet Prag-Warszawa-Berlin fick avbrytas efter 11 dagar, men i Köpenhamn vann han den förolympisk tävling med det svenska laget och utsågs till reserv i det svenska OS-laget. Vann på hemmaplan bland annat Sydsvenska mästerskapen.
1961 segrade han i 13 tävlingar med Solleröloppet och Mälaren runt i topp. Fick detta år Hallands Nyheters 'HN-guldet' för bästa idrottsprestation i varbergstrakten.
1962 drogs träningsförmånerna in och den 10-åriga karriären närmade sig sitt slut. Stensson ställde upp i  Fredsloppet, men bröt på grund av sjukdom, Tillhörde landslaget utan större framgångar. Ett besvikelsens år enligt egen utsago, till stor del upptaget av militärtjänstgöring.
1982-1988 tävlade Stensson i oldboysklassen och blev med CK Wano såväl etta som tvåa i SM. Höll igång som motionär och körde bland annat Vättern runt 15 gånger. 
I en senare karriär som boulespelare vann han 2006 'Svenska Cupen V65' (65 år och äldre), efter att  2005 ha blivit tvåa med laget 'Kulknappen', detta år bestående av Sven-Uno, makan Lisbeth Stensson och Stig Johansson. Var med i laget som vann landskampen i V55 mot Danmark 2006. Svensk mästare i mixdubbel 2006 tillsammans med makan Lisbeth Stensson.